# Anna Nordqvist
Anna Maria Nordqvist (nascida em 10 de junho de 1987) é uma golfista profissional sueca que atualmente joga nos torneios do circuito LPGA com sede nos Estados Unidos e no Circuito Europeu Feminino. No golfe dos Jogos Olímpicos de Verão de 2016, realizados no Rio de Janeiro, Brasil, terminou sua participação em décimo primeiro lugar no jogo por tacadas individual feminino.